# Araneus prasius
Araneus prasius là một loài nhện trong họ Araneidae.
Loài này thuộc chi Araneus. Araneus prasius được Tord Tamerlan Teodor Thorell miêu tả năm 1890.